# فرد كابلان (كاتب سير)
فرد كابلان (بالإنجليزية: Fred Kaplan)‏ هو كاتب سير أمريكي، ولد في 1937 في ذا برونكس في الولايات المتحدة.